# Diócesis de Crateús
La diócesis de Crateús (en latín: Dioecesis Crateopolitana y en portugués: Diocese de Crateús) es una circunscripción eclesiástica de la Iglesia católica en Brasil. Se trata de una diócesis latina, sufragánea de la arquidiócesis de Fortaleza, que tiene al obispo Ailton Menegussi como su ordinario desde el 6 de noviembre de 2013.

## Territorio y organización

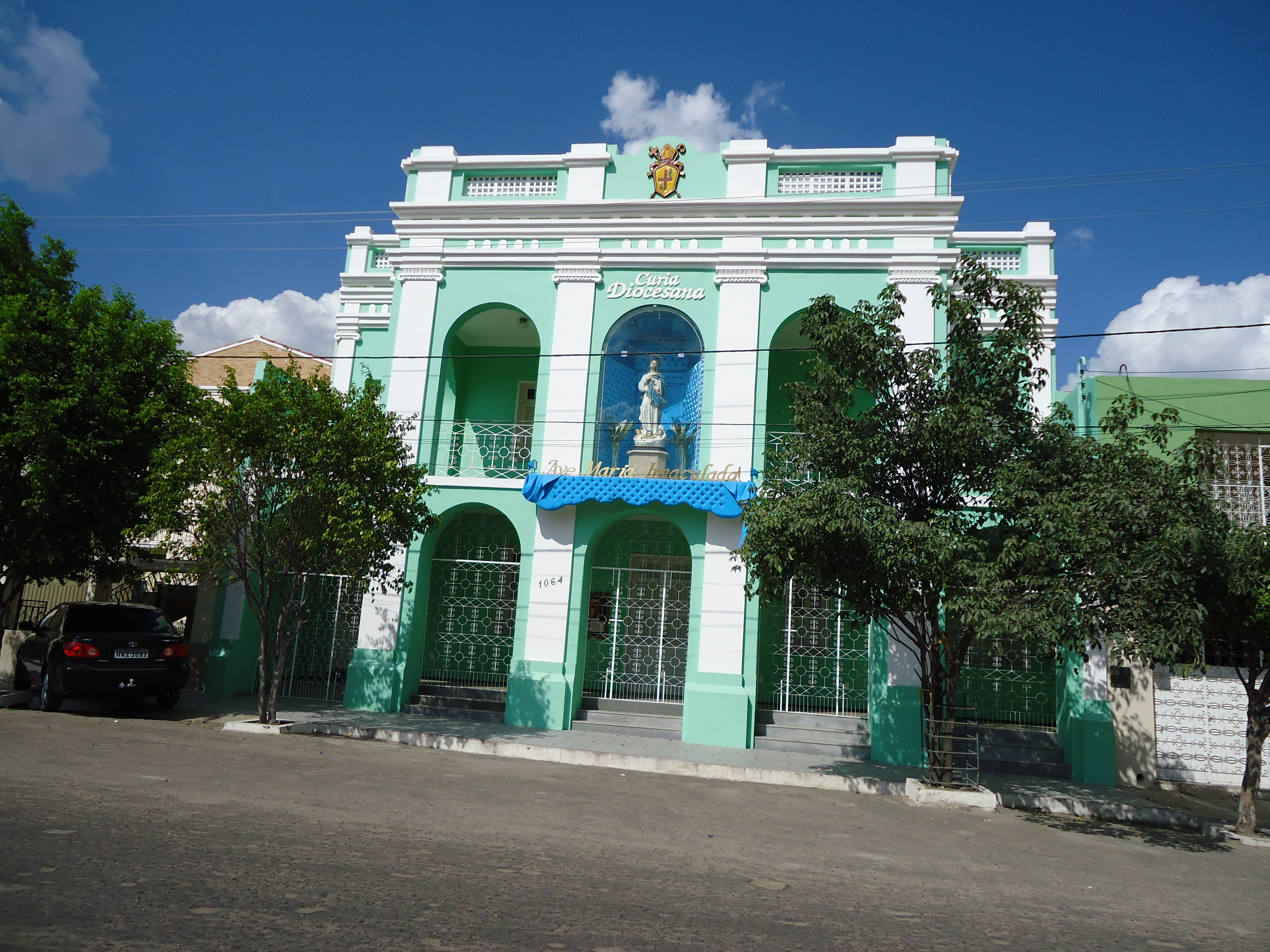
Curia diocesana en Crateús

La diócesis tiene 21 817 km² y extiende su jurisdicción sobre los fieles católicos de rito latino residentes en 13 municipios del estado de Ceará: Crateús, Independência, Tamboril, Monsenhor Tabosa, Novo Oriente, Ipueiras, Nova Russas, Ararendá, Ipaporanga, Poranga, Tauá, Parambu y Quiterianópolis.
La sede de la diócesis se encuentra en la ciudad de Crateús, en donde se halla la Catedral de Nuestro Señor de la Buena Muerte.
En 2019 en la diócesis existían 14 parroquias.

## Historia
La diócesis fue erigida el 28 de septiembre de 1963 con la bula Pro apostolico del papa Pablo VI, obteniendo el territorio de las diócesis de Iguatu y de Sobral.
El largo episcopado de Antônio Batista Fragoso, de 1964 a 1998, se caracterizó por una atención particular a las cuestiones sociales, entre las que se destaca la de la pobreza, en la estela de la Teología de la liberación.

## Estadísticas
De acuerdo al Anuario Pontificio 2020 la diócesis tenía a fines de 2019 un total de 380 970 fieles bautizados.
| Año                                                                             | Población            | Población | Población      | Sacerdotes | Sacerdotes    | Sacerdotes    | Bautizados por sacerdote | Diáconos permanentes | Religiosos | Religiosos | Parroquias |
| Año                                                                             | Bautizados católicos | Total     | % de católicos | Total      | Clero secular | Clero regular | Bautizados por sacerdote | Diáconos permanentes | Varones    | Mujeres    | Parroquias |
| ------------------------------------------------------------------------------- | -------------------- | --------- | -------------- | ---------- | ------------- | ------------- | ------------------------ | -------------------- | ---------- | ---------- | ---------- |
| 1966                                                                            | 270 000              | 282 059   | 95.7           | 13         | 13            |               | 20 769                   |                      |            | 23         | 12         |
| 1970                                                                            | 225 500              | 229 748   | 98.2           | 18         | 17            | 1             | 12 527                   |                      | 1          | 18         | 12         |
| 1976                                                                            | 300 000              | 314 968   | 95.2           | 8          | 6             | 2             | 37 500                   |                      | 2          | 17         | 10         |
| 1980                                                                            | 347 000              | 386 000   | 89.9           | 13         | 8             | 5             | 26 692                   |                      | 5          | 12         | 10         |
| 1990                                                                            | 360 000              | 401 770   | 89.6           | 18         | 12            | 6             | 20 000                   |                      | 8          | 25         | 10         |
| 1999                                                                            | 340 000              | 361 000   | 94.2           | 18         | 16            | 2             | 18 888                   |                      | 2          | 26         | 10         |
| 2000                                                                            | 331 930              | 353 322   | 93.9           | 16         | 15            | 1             | 20 745                   |                      | 1          | 29         | 10         |
| 2001                                                                            | 333 987              | 367 017   | 91.0           | 17         | 16            | 1             | 19 646                   |                      | 1          | 35         | 10         |
| 2002                                                                            | 302 022              | 347 132   | 87.0           | 19         | 18            | 1             | 15 895                   |                      | 1          | 35         | 10         |
| 2003                                                                            | 296 795              | 370 993   | 80.0           | 19         | 19            |               | 15 620                   |                      |            | 33         | 10         |
| 2004                                                                            | 340 580              | 372 495   | 91.4           | 20         | 20            |               | 17 029                   |                      |            | 34         | 11         |
| 2006                                                                            | 336 317              | 367 017   | 91.6           | 21         | 21            |               | 16 015                   |                      |            | 33         | 11         |
| 2013                                                                            | 363 000              | 397 000   | 91.4           | 30         | 22            | 8             | 12 100                   | 4                    | 9          | 31         | 13         |
| 2016                                                                            | 372 000              | 406 500   | 91.5           | 30         | 25            | 5             | 12 400                   | 3                    | 6          | 26         | 14         |
| 2019                                                                            | 380 970              | 416 320   | 91.5           | 30         | 25            | 5             | 12 699                   | 4                    | 5          | 26         | 14         |
| Fuente: Catholic-Hierarchy, que a su vez toma los datos del Anuario Pontificio. |                      |           |                |            |               |               |                          |                      |            |            |            |

## Episcopologio
- Antônio Batista Fragoso † (28 de abril de 1964-18 de febrero de 1998 retirado)
- Jacinto Furtado de Brito Sobrinho (18 de febrero de 1998-22 de febrero de 2012 nombrado arzobispo de Teresina)
- Ailton Menegussi, desde el 6 de noviembre de 2013